# Annegret Soltau
Annegret Soltau née en 1946, à Lunebourg en Allemagne est une artiste féministe contemporaine allemande.

## Biographie
Annegret Soltau se forme au dessin et à la peinture au Hochschule für bildende Künste Hamburg de 1967 à 1972, puis elle continue des études à Vienne, en Autriche. Elle obtient une subvention du Deutscher Akademischer Austauschdienst (DAAD) pour étudier à Milan et se spécialise petit à petit dans l'assemblage de photographies.
Considérée comme une artiste féministe, Annegret Soltau explore le corps féminin et ses idéaux. Elle crée des images troublantes qui évoquent des traumatismes et mutations du corps. C'est notamment le cas dans la vidéo Memory [Being Pregnant II] (1979-1980), où elle montre l'état de son corps après une grossesse, elle zoome sur les vergetures, les seins, le ventre encore gonflé.
Dans la célèbre série Selbst des années 1970, elle utilise du fil pour ficeler son visage, elle réalise ensuite des portraits à partir de fragments de plusieurs photographies noir et blanc assemblés les uns aux autres. Cette ficelle et le geste de s'entourer avec peut faire écho au geste domestique de la femme au foyer qui fait la cuisine. Elle poursuit cette pratique en cousant différents clichés de son corps ensemble.

## Expositions
Son travail est montré dans l'exposition d'art féministe WACK! Art and the Feminist Revolution en 2007, au musée d'Art contemporain de Los Angeles, mais aussi dans l'exposition itinérante Feministische Avantgarde der 1970er-Jahre aus der Sammlung Verbund, qui présente les œuvres de la collection viennoise de Verbund.